# Raisins
Pour les articles homonymes, voir Raisin.
 (janvier 2013).
Si vous disposez d'ouvrages ou d'articles de référence ou si vous connaissez des sites web de qualité traitant du thème abordé ici, merci de compléter l'article en donnant les références utiles à sa vérifiabilité et en les liant à la section « Notes et références ».
Raisins (Raisins en version originale) est le quatorzième épisode de la septième saison de la série animée South Park, ainsi que le 110e épisode de l'émission.

## Synopsis
Stan se fait larguer par Wendy Testaburger. Pour se changer les idées, les enfants l'emmènent au «Raisins», un restaurant où les serveuses sont de jeunes filles de leur âge. Butters y fait la rencontre de Lexus, l'une des serveuses. Mais Stan, ne se remettant pas de la rupture commence à fréquenter les gothiques.